# The Front Page
The Front Page er en amerikansk komediefilm fra 1931, instrueret af Lewis Milestone.
I hovedrollerne ses Adolphe Menjou og Pat O'Brien. Manuskriptet blev skrevet af Bartlett Cormack og Charles Lederer, baseret på Broadway-skuespillet af samme navn.
Ved den fjerde Oscaruddeling blev filmen nominere til en Oscar for bedste film, Oscar for bedste instruktør (Milestone) og Oscar for bedste mandlige hovedrolle (Menjou).
I 2010 blev filmen udvalgt til bevarelse af US National Film Registry af Library of Congress da den anses for at være "kulturelt, historisk eller æstetisk signifikant".
Filmen er i Public domain.

## Eksterne Henvisninger
- The Front Page på Internet Movie Database (engelsk)
- The Front Page i Svensk Filmdatabas (svensk)
- The Front Page på AlloCiné (fransk)
- The Front Page på MovieMeter (nederlandsk)
- The Front Page på AllMovie (engelsk)
- The Front Page hos American Film Institute (engelsk)
- The Front Pages profil hos Encyclopædia Britannica Online (engelsk)
- The Front Page på Turner Classic Movies (engelsk)
- The Front Page på The Movie Database (engelsk)
- The Front Page på Rotten Tomatoes (engelsk)